# Марьино (Щербининское сельское поселение)
Марьино — деревня в Калининском районе Тверской области. Входит в состав Щербининского сельского поселения.

## География
Находится в юго-восточной части Тверской области на расстоянии приблизительно 4 км на юг по прямой от города Тверь.

## История
Была отмечена ещё на карте 1825 года. В 1859 году здесь было учтено 10 дворов. На карте 1938 года в деревне отмечено 27 дворов. Во время Великой Отечественной войны почти вся сгорела.

## Население
Численность населения: 93 человека (1859 год), 3 (русские 100 %) в 2002 году, 1 в 2010.